# قيادة وحدة الطيران
قيادة وحدة الطيران ( التركية: Havacılık Birlik Komutanlığı)) هي وحدة مسؤولة عن الدفاع عن حدود جمهورية شمال قبرص التركية البرية والمياه الإقليمية والمجال الجوي، وكذلك المياه والمجال الجوي الدولي في شرق البحر الأبيض المتوسط ، وتنفيذ مهام البحث والإنقاذ، وهي جزء من قيادة قوات الأمن .